# Copán
Ne doit pas être confondu avec Cobán.
Copán est une ancienne ville maya qui a donné son nom à l'actuelle ville de Copán Ruinas, ainsi qu'à la capitale (Santa Rosa de Copán) du département de Copán, situé à l'extrémité ouest du Honduras. Son ancien nom semble avoir été Xukpi (prononcer [ˈʃukpi]), une combinaison des mots xuk, « coin », et pi, « paquet ».
Cette ville, qui a connu son apogée au VIIe siècle ap. J.-C., a été abandonnée aux environs du Xe siècle. Elle a été inscrite sur la liste du patrimoine mondial culturel de l'Humanité de l'UNESCO en 1980.
Le site archéologique de Copán est situé en pleine jungle, dans la petite vallée d'un sous-affluent du fleuve Motagua, la rivière Copán, à une altitude de 600 m et à seulement 12 km de la frontière guatémaltèque.

## Histoire

### Origines
Les traces de peuplement les plus anciennes semblent indiquer que l'occupation de la vallée de Copán a commencé dès le XIIe siècle av. J.-C. Pour des raisons qui restent inexpliquées, elle a été en grande partie abandonnée de -300 jusqu'aux environs de 150.
Des débuts de l'histoire de Copán n'émergent que quelques dates en compte long correspondant aux années 159 et 376 de notre ère, qui ont été retrouvées sur des monuments largement postérieurs. Elles sont associées à des événements qui demeurent obscurs. On a même trouvé une référence à une date qui correspond à 321 avant notre ère, mais dont on peut se demander si elle n'est pas mythique.
Grâce aux travaux d'interprétation de l'Autel Q, de l'Escalier hiéroglyphique et de plusieurs tombes royales, l'histoire de Copán peut être établie avec plus de certitude à partir de l'arrivée au pouvoir en 426 de K’inich Yax K’uk’ Mo’, fondateur d'une longue dynastie.  Les liens entre le fondateur de la dynastie ainsi que son premier successeur et Teotihuacán, la grande métropole du Mexique central, ne font aucun doute : les indices archéologiques ne manquent pas, qu'il s'agisse des représentations de K'inich Yax K'uk Mo' avec des «yeux cerclés» et un bouclier rectangulaire à la manière de Teotihuacán, ou encore de la découverte d'un récipient tripode bien connu des archéologues sous le nom de «Dazzler» figurant un temple teotihuacán au talud-tablero caractéristique. Le phénomène n'est pas unique au Ve siècle : il est bien attesté à Tikal par exemple. La nature de ces liens reste cependant sujette à débat.
Conformément à l'idéologie qui se propage dans les cités mayas dès la fin de l'Époque préclassique, autorité politique et religieuse se confondent à l'Époque classique. Les rois de Copán étaient des k'uhul ajaw (« divins seigneurs »), médiateurs entre le monde humain et les puissances surnaturelles. 
De grands monuments n'ont cessé d'être construits à partir du règne de K'inich Yax K'uk Mo' jusqu'à la fin des k'uhul ajaw de Copán, de 435 à 822.

### Période classique

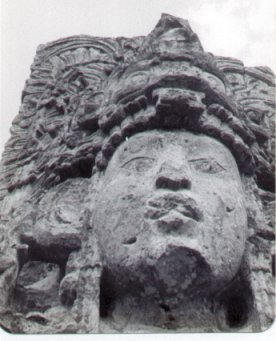
Détail de la stèle H, représentant le Roi Waxaklajuun Ub'aah K'awiil.

C'est seulement au VIIe siècle que Copán devient un centre majeur, l'une des plus puissantes cités mayas. Cette période, l'âge d'or de la cité, correspond au règne de Jaguar de Fumée et de son fils Waxaklajuun Ub'aah K'awiil (« Dix-huit images de K'awiil », mieux connu sous le sobriquet de « 18-Lapin » qui lui a été affublé à une époque où le déchiffrement de l'écriture maya était encore rudimentaire). Le commerce se développe et les temples prolifèrent ; une importante population vient se regrouper autour de la ville, attirée par sa prospérité et ses grandes fêtes rituelles organisées par le roi autour d'auto-sacrifices et de sacrifices humains.
L'âge d'or de Copan prit fin lorsque Waxaklajuun Ub'aah K'awiil fut capturé et sacrifié par K'ak' Tiliw Chan Yopaat, roi de Quirigua, en 738. La mise à mort d'un « divin seigneur » a dû profondément ébranler la société copanèque. Le successeur de Waxaklajuun Ub'aah K'awiil semble avoir tenté de redresser la situation en renonçant au monopole du pouvoir et en y associant les lignages aristocratiques. En témoigne la structure 22A de l'Acropole, un bâtiment dont la façade est décorée d'un motif en forme de natte. Or, en Mésoamérique, la natte est le symbole du gouvernement. Les archéologues pensent que les huit statues accompagnées de noms de lieux qui ornent également cette façade représentent les chefs de ces lignages.

### Décadence
Il semblerait que ce soit un problème environnemental qui ait provoqué la chute de Copán. En effet, à cause de la déforestation - on estime qu'à la fin du VIIIe siècle, il n'y avait plus un seul arbre dans les 30 km à la ronde - liée à la densité croissante de la population, celle-ci fut obligée de cultiver les versants abrupts de la vallée et, à cause de l'érosion du sol, de défricher toujours plus. Cette spirale infernale de déboisement-érosion aurait entraîné un appauvrissement des terres et des inondations. La population aurait ainsi souffert de plus en plus du problème de la culture des terres : en examinant les restes de squelettes datant du VIIIe ou IXe siècle, les archéologues ont relevé des signes de malnutrition et constaté un accroissement de la mortalité infantile.
La réponse des souverains copanèques à cette situation a été totalement inadéquate. Enfermés dans l'idéologie de la royauté divine, ils ont continué à pratiquer sacrifices et autosacrifices, ainsi qu'à édifier des temples toujours plus grands. Sous Yax Pasaj, le seizième souverain de la dynastie, le système montre des signes d’essoufflement : la plupart des monuments qu'il a commandités datent de la première moitié de son règne. Son monument le plus célèbre, l'autel Q, était destiné à afficher sa légitimité. Cette insistance pourrait indiquer à contrario qu'il n'en était plus assuré. Après sa mort, à une date incertaine au début du IXe siècle, un certain Ukit Took' semble avoir tenté de perpétuer la royauté sacrée à Copan. Il en reste un témoignage pathétique: l'autel L, daté de 822, une pâle copie de l'autel Q. Ukit Took' s'y est fait représenter assis face à Yax Pasaj, qui lui transmet les insignes du pouvoir, de la même manière que K'inich Yax K'uk' Mo' le fait pour Yax Pasaj sur l'autel Q. Une deuxième face est ébauchée; le reste du monument n'a jamais été sculpté. Les archéologues y voient la fin de la royauté à Copan. Le temps des « divins seigneurs » était révolu : ils avaient perdu la capacité de convaincre leur peuple qu'ils assuraient l'équilibre du monde. 
La fin de la royauté ne marque cependant pas un effondrement brutal de la société dans la vallée de Copan, contrairement à ce qui a été constaté dans d'autres cités mayas classiques. De près de 28 000 personnes à son apogée au début du IXe siècle, la population décroit lentement : on l'estime encore à quelque 12 000 personnes à la fin du Xe siècle. Au XIIIe siècle, la vallée est pratiquement abandonnée.

### Liste des rois de Copan
1. K’inich Yax K’uk’ Mo’ - 426-437
2. K’inich Popol Hol -  vers 437
3. Roi 3 (nom inconnu) -  vers 455
4. Ku Ix :  vers 465
5. Roi 5 :  vers 475
6. Roi 6 :  vers 485
7. « Jaguar-Nénuphar » : 504-544
8. Roi 8 : vers 551
9. Roi 9 : mort en 553
10. « Jaguar de Lune » : 553-578
11. Butz' Chan : 578-628

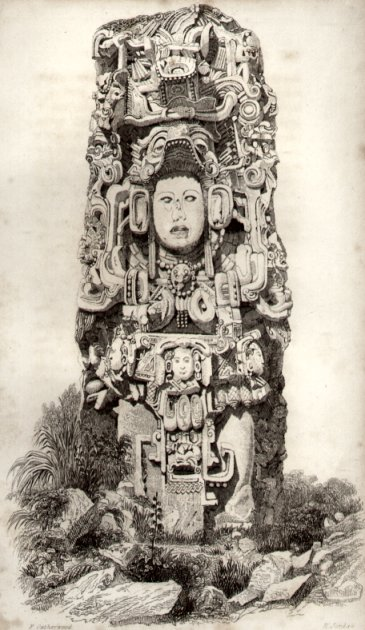
Stèle N représentant le Roi K'ac Yipyaj Chan K'awiil (Coquille de Fumée, roi de 749 à 763). Dessin de Frederick Catherwood, 1839.

12. Imix K'awiil (« Jaguar de fumée ») : 628-695
13. Waxaklajuun Ub'aah K'awiil (« 18-Lapin ») : 695-738
14. K'ak' Joplaj Chan K'awiil (« Singe de fumée ») : 738-749
15. K'ak' Yipyaj Chan K'awiil (« Coquille de fumée » ou « Écureuil de fumée ») : 749-763
16. Yax-Pasaj Chan Yoaat : 763-810
17. Ukit-Took' : 822

### Période moderne

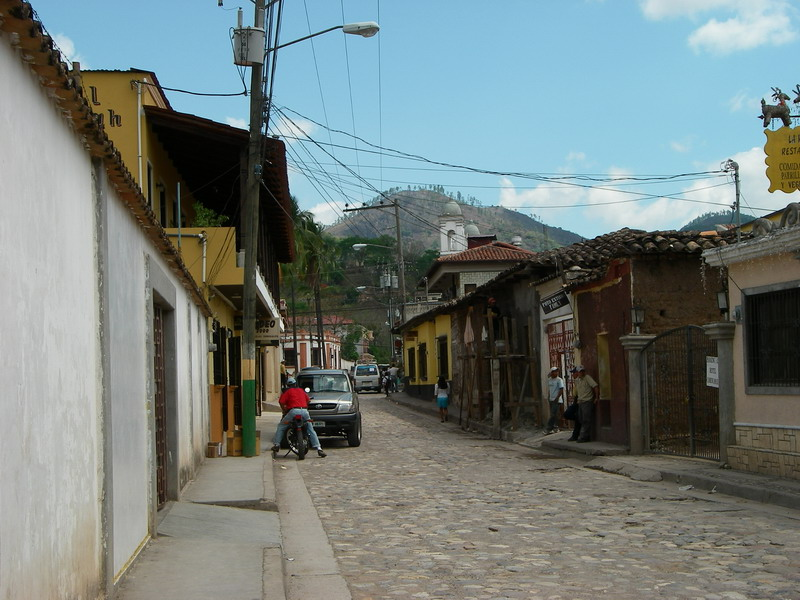
Village moderne de Copán

- Lorsque le conquistador espagnol Diego García de Palacio découvre la ville en 1570, il n'y trouve que les vestiges de la splendeur passée de Copán envahis par une jungle dense (pourtant encore exploitée par quelques paysans).

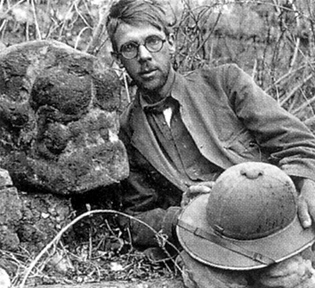
L'archéologue Sylvanus Morley à Copan.

- À partir de 1839, les fouilles commenceront sous l'impulsion de l'explorateur américain John Lloyd Stephens et de son dessinateur Frederick Catherwood.
- Lorsque les Espagnols conquirent le Honduras, le site avait depuis longtemps été recouvert par la forêt vierge. Même si cette grande cité en ruine fut très vite découverte par les colons locaux, elle resta longtemps inconnue du monde extérieur. Une série d'explorateurs commença à s'y intéresser au début du XIXe siècle. Juan Galindo écrivit une description des ruines en 1834 ; celle-ci fut publiée l'année suivante. Cette publication attira l'attention de l'explorateur et écrivain nord-américain, John Lloyd Stephens et de l'architecte et dessinateur anglais Frederick Catherwood, dont les livres illustrés éveillèrent un grand élan d'intérêt pour l'Antiquité mésoaméricaine parmi les étudiants américains et européens. Ses publications ont servi de fondement à l'étude moderne des Mayas.
- Le site constitue l'une des premières fouilles archéologiques modernes de l'aire maya, conduite par le muséum d'histoire naturelle Peabody et l'université Harvard de 1891 à 1894. De nouvelles fouilles et restaurations furent réalisées par la Carnegie Institution of Washington dans les années 1930, puis par le muséum Peabody dans les années 1970, suivi par le « projet Copán » du gouvernement du Honduras qui débuta à la fin des années 1970 et continue actuellement.

## Site archéologique

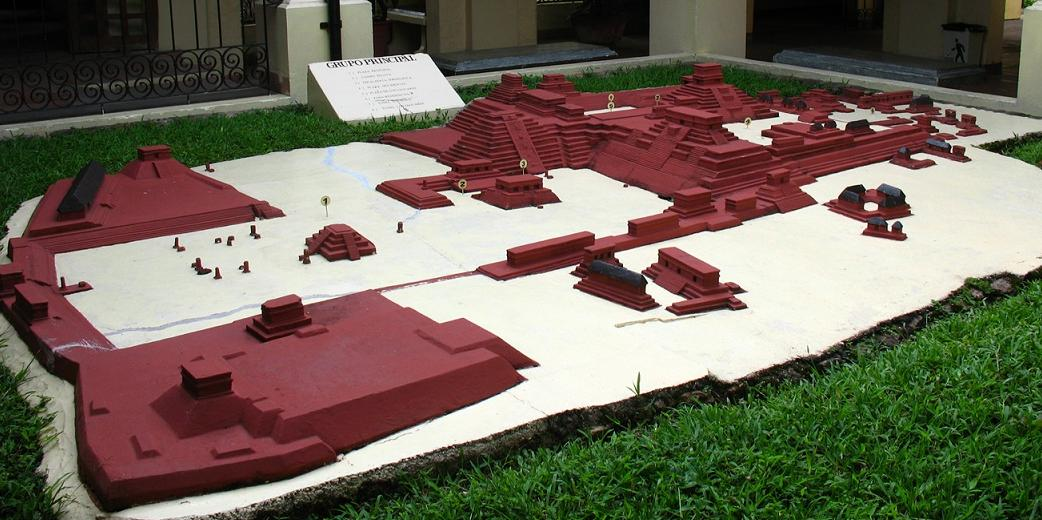
Maquette du groupe principal de Copán. À gauche, la grande place et ses stèles, à droite l'acropole.

Bien que la rivière Copán, le long de laquelle la cité fut construite, ait emporté une partie des bâtiments, le parc archéologique de Copán reste avec Chichén Itzá et Tikal l'un des plus intéressants sites mayas. Sa disposition est conforme à la pensée cosmologique maya: le monde est orienté selon les quatre points cardinaux avec un centre qui en constitue l'axe et la cité est un microcosme à l'image de ce macrocosme. À Copán, un centre cérémoniel, appelé « groupe principal » et composé d'une grande place et d'une acropole, représente l'axe du monde. Il est entouré de secteurs d'habitations situés aux quatre points cardinaux et reliés au centre par des chaussées appelées sacbe.

### La grande place

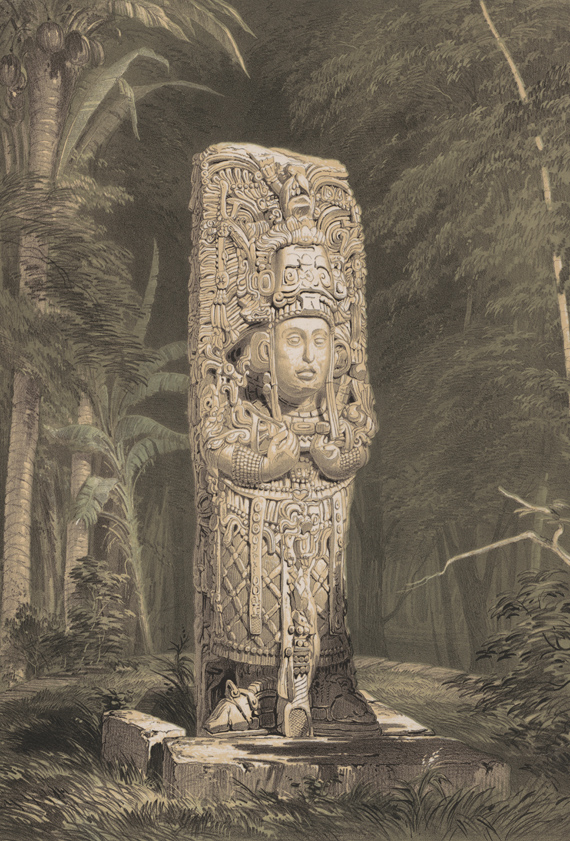
Stèle H. Lithographie de Frederick Catherwood.

Elle est célèbre pour les stèles et les autels qui la recouvrent. La stèle E a été érigée par le septième souverain, Nénuphar-jaguar; la stèle I par le douzième souverain, Fumée-imix. Sept stèles remarquables représentent Waxaklajuun Ubaah K'awiil alias 18-Lapin; par ordre chronologique la stèle C (711), la stèle F (721), la stèle 4 (726), la stèle H (730), la stèle A (731), la stèle B (731) et la stèle D (736). Les sculpteurs disposaient d'un matériau particulièrement tendre, le tuf volcanique, et les stèles ont été taillées en haut-relief, souvent proche de la ronde-bosse. Linda Schele et Peter Mathews ont émis l'hypothèse qu'il existait à Copan au début du VIIIe siècle deux sculpteurs - ou deux ateliers de sculpture-, l'un «conservateur», qui aurait produit les stèles A, B, H et C, restées plus proches des stèles prismatiques traditionnelles, et l'autre «novateur», qui aurait réalisé les stèlesF, 4 et D, où le personnage se détache nettement de la stèle. Les auteurs concèdent volontiers qu'il s'agit là de spéculation. Les stèles représentent le souverain vu de face, tenant dans ses bras une barre cérémonielle (appelée aussi barre-serpent). La tête est disproportionnée par rapport au corps et les jambes sont massives. Les stèles sont orientées est-ouest de façon à être éclairées par le soleil levant et le soleil couchant. Sous chaque stèle se trouve une chambre cruciforme, destinée à accueillir des offrandes. Seule celle de la stèle A est visible. On suppose que toutes les stèles étaient peintes à l'origine. On distingue encore des traces de peinture sur la stèle C. 
Chaque stèle représente Waxaklajuun Ubaah K'awiil exécutant un rituel au cours duquel il incarne - matérialise littéralement - une divinité : par exemple sur la stèle H, où il incarne le dieu du maïs quand celui-ci exécute une danse au moment de la création du monde; ou encore sur la stèle B, où il incarne le dieu Chac, émergeant des mâchoires du monstre terrestre. Beaucoup d'autels ont des formes d'inspiration animale.

### Le terrain de jeu de balle

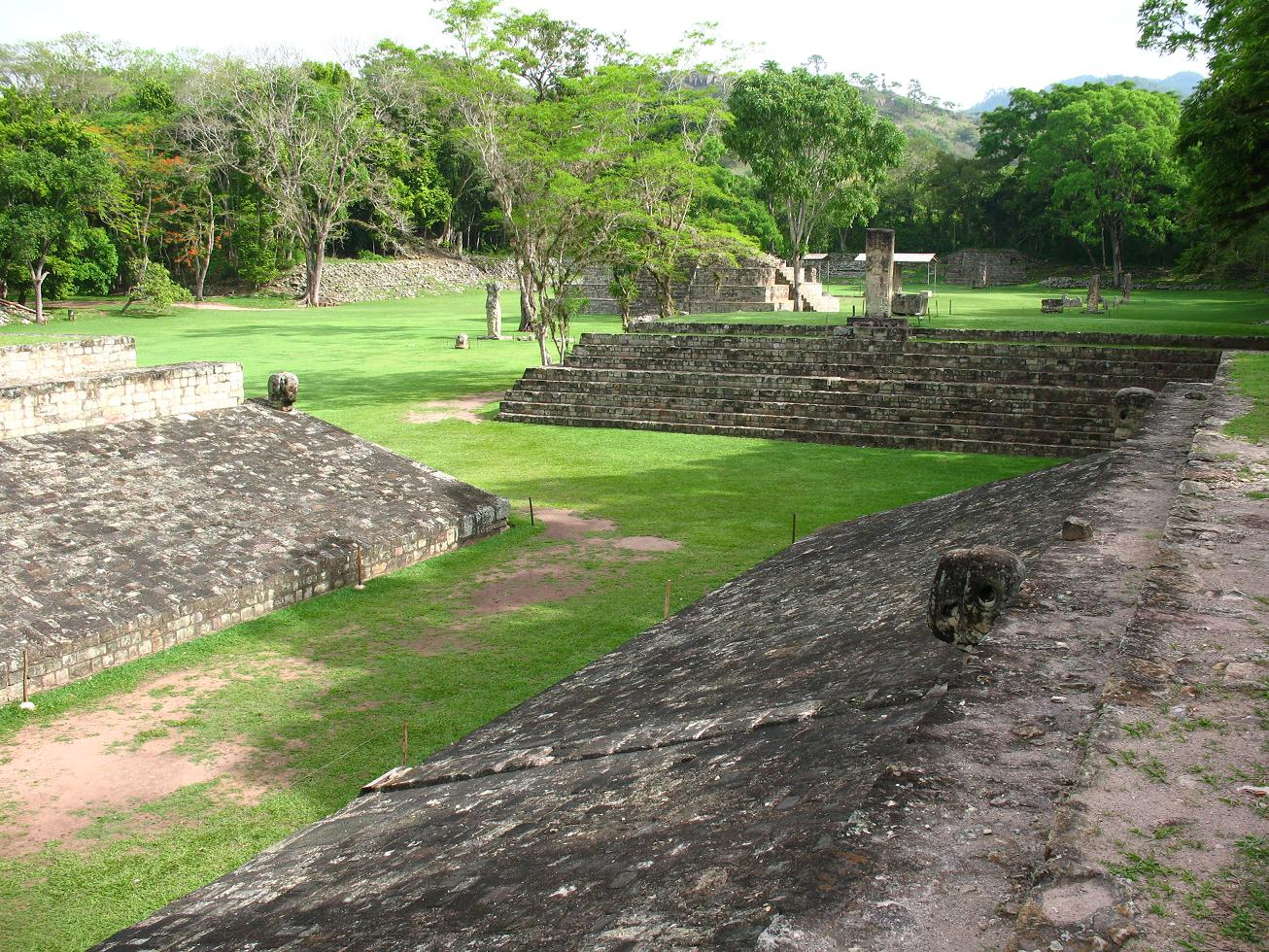
Jeu de balle avec la grande place en arrière-plan.

Le terrain de jeu de balle de Copán est remarquable de par son bon état de conservation et sa taille: il s'agit en effet du deuxième plus grand terrain d'Amérique centrale, après celui de Chichén Itzá. Ce monument est sans doute la dernière grande réalisation de Waxaklajuun Ubaah K'awiil alias « 18-Lapin », quelques mois avant sa capture et sa mort, si l'on s'en tient à la lecture de la date de consécration en compte long.
Le jeu de balle, également appelé jeu de pelote, était bien plus qu'un simple sport chez les Mayas. C'était un rituel religieux symbolisant la lutte entre les forces vitales du monde terrestre et le monde inférieur correspondant à la mort.

### L'acropole

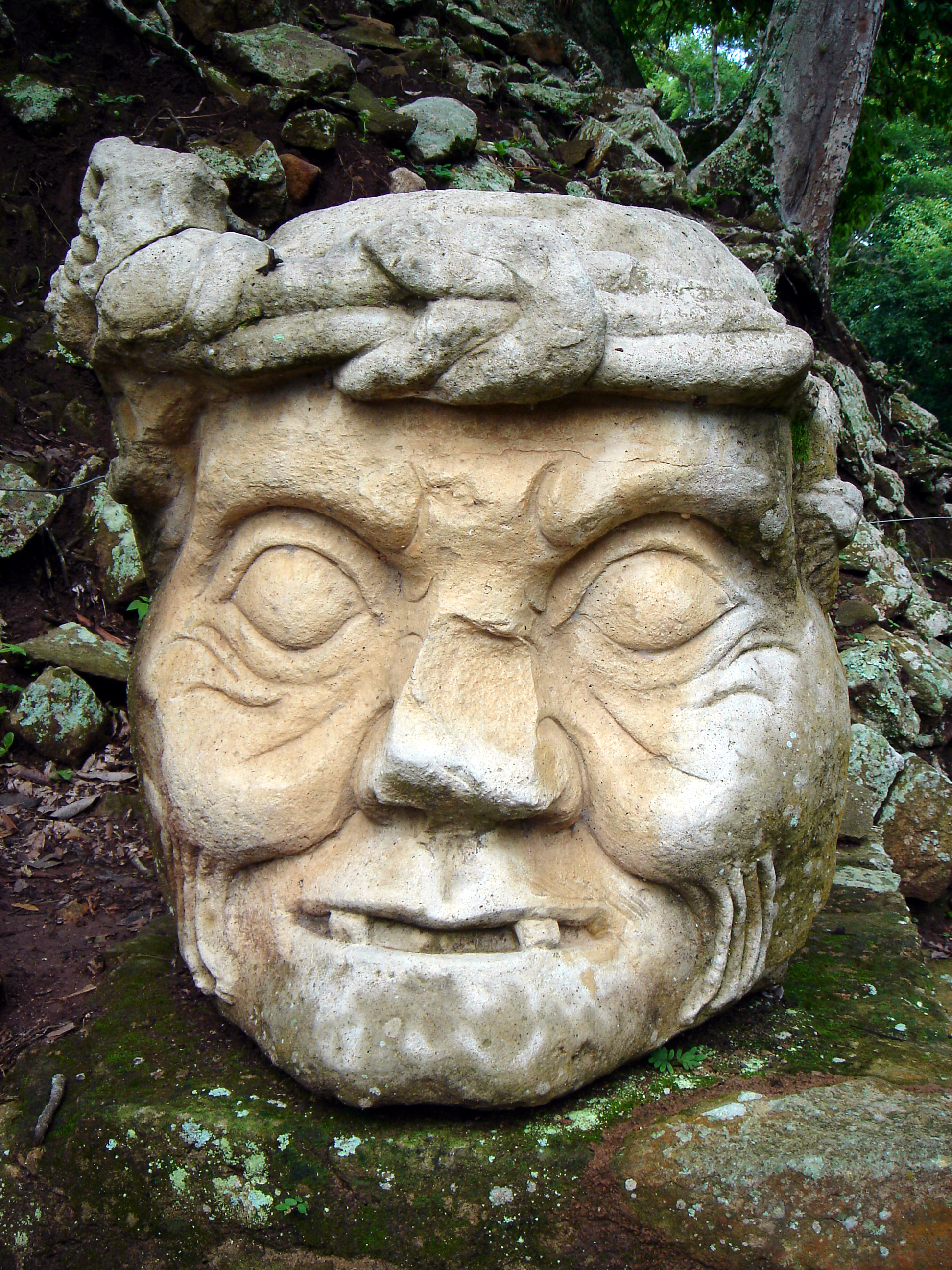
Acropole: tête de Pauahtun, coin nord-est de la Structure 11.

Située au sud de la grande place et du jeu de balle, l'acropole est un ensemble surélevé de structures à destination rituelle ou résidentielle. Son centre est occupé par les cours ouest et est séparées par la structure 16, le temple-pyramide le plus élevé de Copán. Cette disposition architecturale, conforme à la pensée religieuse maya, reproduit la topographie de l'univers: le temple-pyramide correspond à une montagne (« witz' » en maya), tandis que la place est l'équivalent de l'océan sur lequel flotte la terre (« naab » en maya).

### L'autel Q

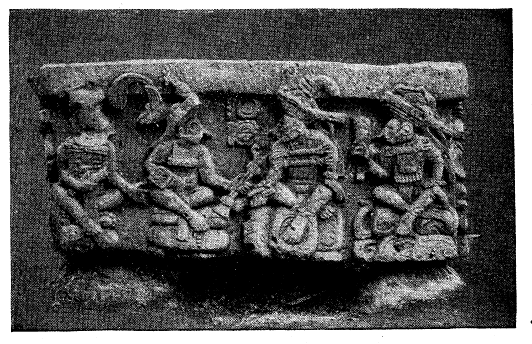
Face ouest de l'autel Q.

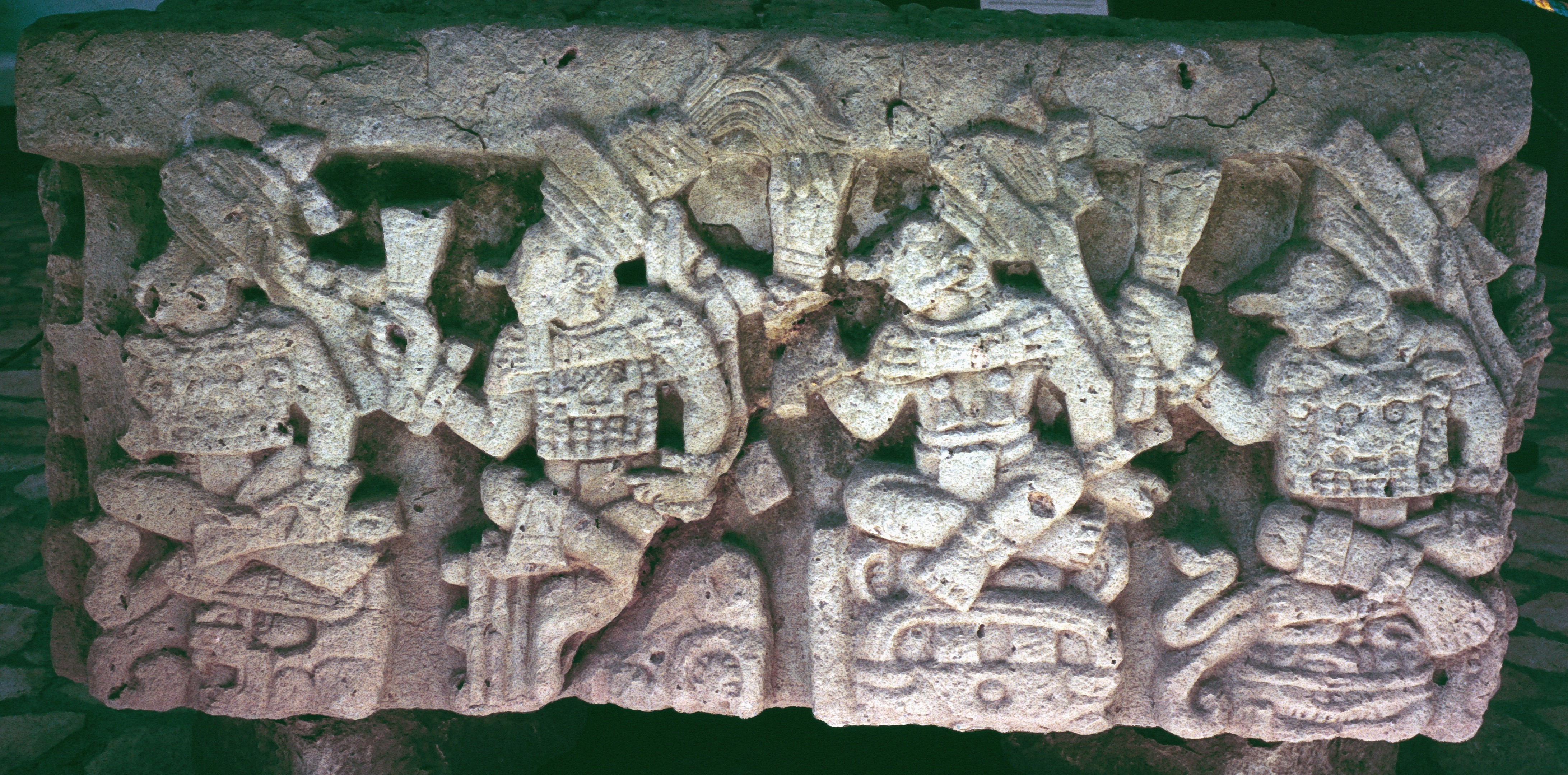
Autre face de l'autel Q.

L'autel Q est un bloc de pierre sculpté, de base carrée, de 1,50 m de côté, situé vis-à-vis de la façade ouest de la structure 10L-16 de l'acropole. Seize personnages assis les jambes croisées sont représentés quatre par quatre sur les côtés. La partie supérieure est couverte de hiéroglyphes. Jusque dans les années 1970, on interprétait ce monument de manière totalement erronée : « Ces scènes représentent sans doute une réunion de prêtres venus d'endroits différents pour faire un réajustement du calendrier. » Grâce au progrès du déchiffrement de l'écriture maya, on sait maintenant que ce monument fournit la clé de l'histoire dynastique de Copan (voir ci-dessus). Consacré par Yax Pasaj en 775 de notre ère, il représente les seize souverains d'une même dynastie. Au centre de la face ouest se trouve la partie la plus importante: tourné vers la gauche, est assis K'inich Yax K'uk' Mo', le fondateur de la dynastie copanèque. Assis derrière lui, tout autour du monument, se trouvent ses quinze successeurs, jusqu'au dernier, Yax Pasaj, qui se retrouve ainsi face à son ancêtre au centre de la face ouest. Ce dernier semble lui tendre les insignes du pouvoir. Entre eux, la date d'accession de Yax Pasaj. Cette composition d'une grande virtuosité véhicule un message au centre de la pensée politico-religieuse des Mayas classiques: le souverain tire son pouvoir de ses ancêtres, avec qui il communique directement. Il faut noter en outre que tous les souverains, sauf K'inich Yax K'uk' Mo', portent une espèce de turban, que l'on ne trouve qu'à Copan.
À côté de l'Autel Q, les archéologues ont découvert une petite crypte contenant les restes de quinze jaguars sacrifiés. Selon toute vraisemblance, ces animaux correspondent aux quinze ancêtres de Yax Pasaj. Chez les Mayas le jaguar est fréquemment associé à la royauté ainsi qu'au soleil nocturne traversant l'inframonde.

### L'escalier hiéroglyphique

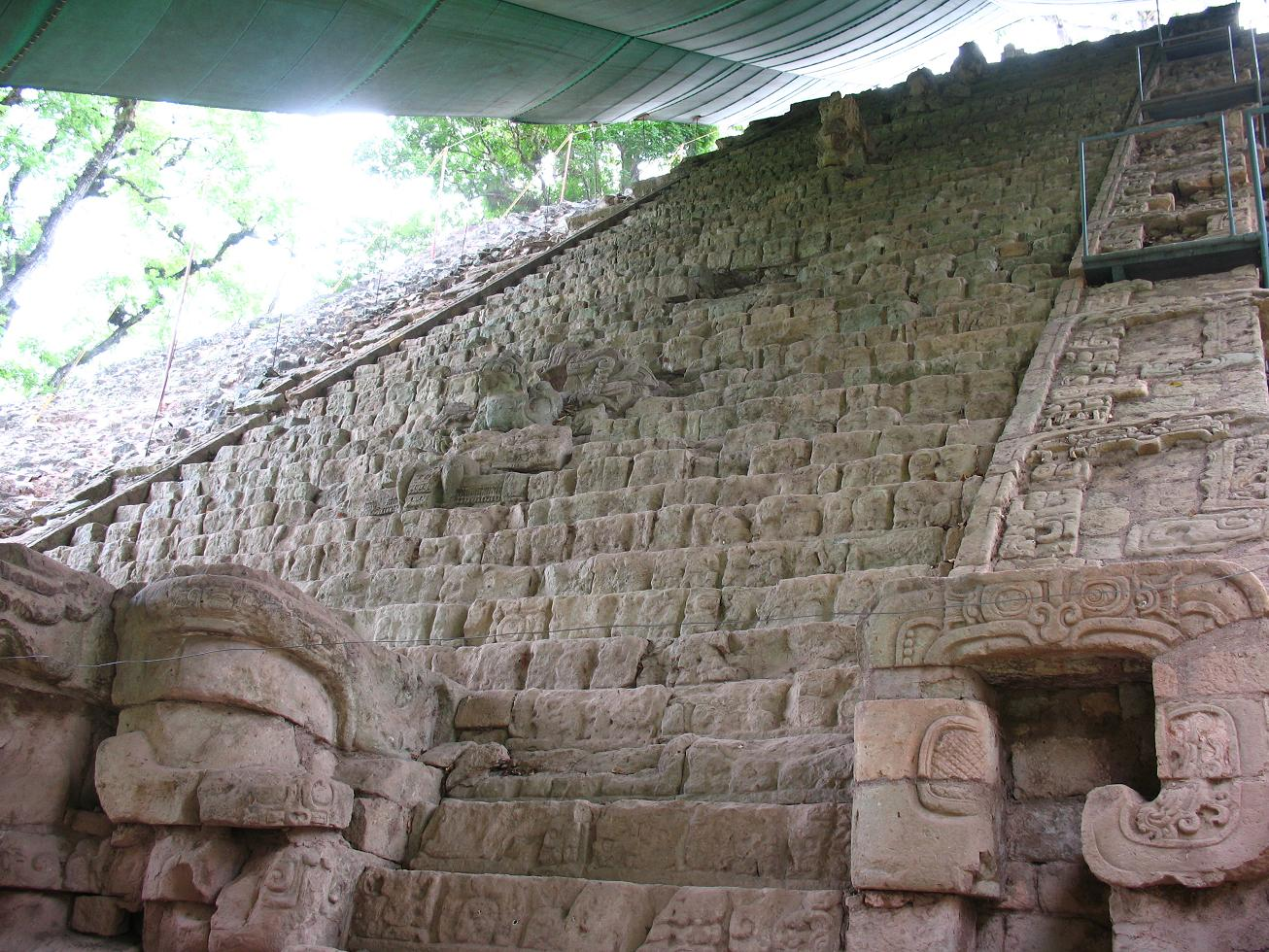
L'escalier hiéroglyphique.

L'escalier monumental de la structure 26, commencé sous le règne de Waxaklajuun Ub'aah K'awiil et incorporé dans celui érigé sous le règne du quinzième roi, K'ak' Yipyaj Chan K'awiil, comporte le plus long texte maya connu (avec 2 200 glyphes), sculpté avec beaucoup de précision dans la pierre des contremarches.
Malheureusement, sur les 63 marches, seulement 15 ont été trouvées encore à leur place, dont 5 partiellement détruites : les autres s'étant effondrées, elles ont été replacées de façon arbitraire lors de la restauration de l'édifice en 1935.
Il n'a donc pas été possible de déchiffrer entièrement le puzzle incomplet actuel ; le texte constitue une chronique de la dynastie copanèque depuis le premier roi Yax K'uk' Mo'. Les cinq statues assises tout au long du milieu de l'escalier représentent les cinq prédécesseurs de K'ak' Yipyaj Chan K'awiil. Ce dernier est représenté sur la stèle M qui se trouve au pied de l'escalier.
Selon Mary Ellen Miller, « Aucun autre édifice maya n'allie avec autant de bonheur la sculpture, l'écriture et l'architecture. ».

### Le temple Rosalila

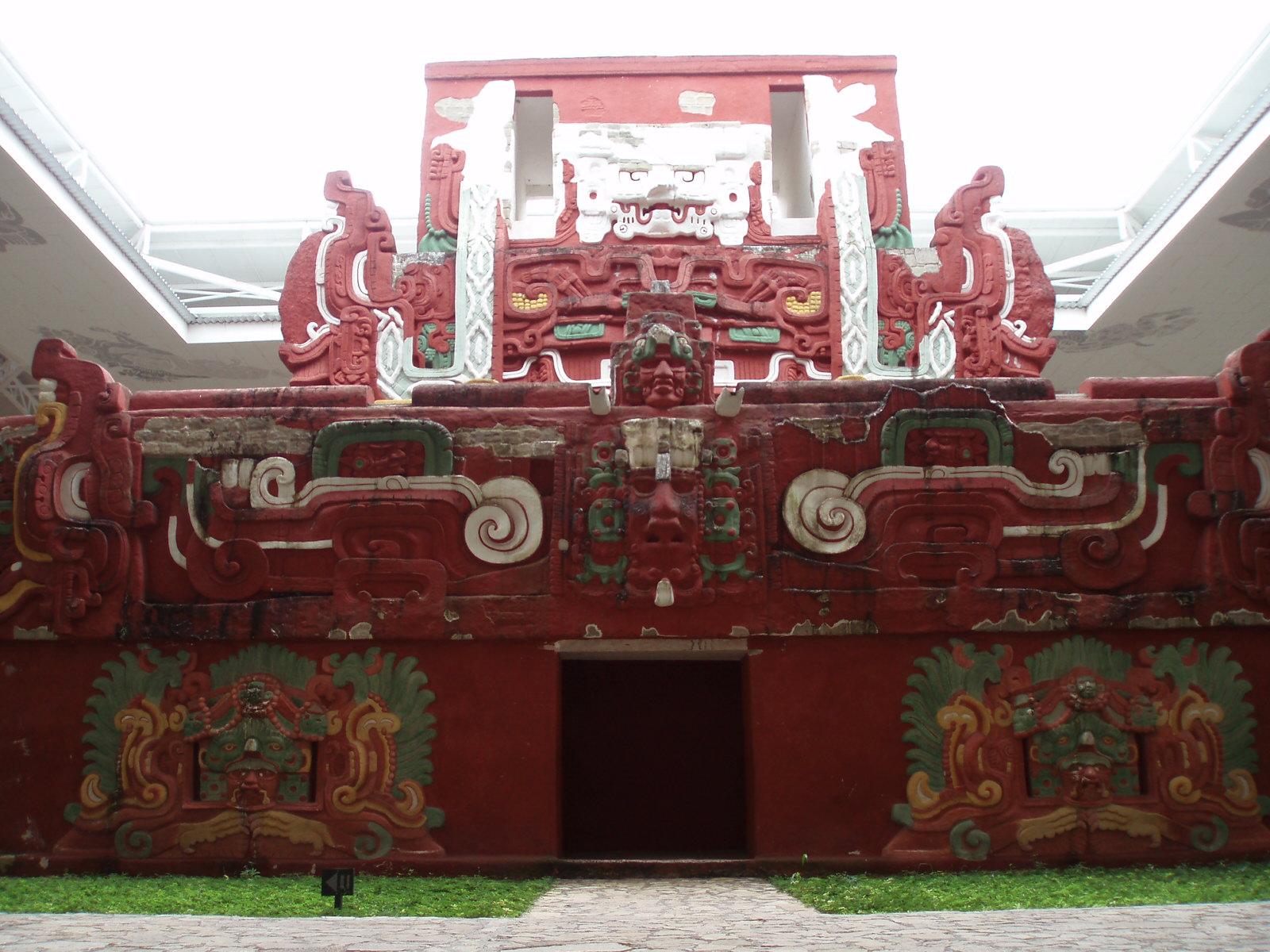
Réplique du temple Rosalila (musée de sculpture maya de Copán).

La structure Rosalila, enterrée sous la structure 10L-16 de l'acropole, doit son nom à sa couleur rose lilas. Ce bâtiment à deux étages, décoré de masques en stuc, est un des plus remarquables - sinon le plus remarquable de Copán, notamment en raison de son état de conservation. Il a été découvert en 1991 par l'archéologue hondurien Ricardo Agurcia grâce au creusement d'un tunnel sous la Structure 16. Il date du classique moyen : une inscription hiéroglyphique nous apprend qu'il a été dédicacé par le dixième roi de Copán, Lune-Jaguar, en 571. Il devait faire l'objet d'une vénération toute particulière, compte tenu du soin avec lequel les Mayas l'ont enterré : il a notamment conservé la crête de son toit, chose exceptionnelle pour un bâtiment enterré. On y a découvert plusieurs caches d'offrandes, l'une d'entre elles contenant notamment neuf superbes silex excentriques. La Structure Rosalila est le dernier bâtiment stuqué à avoir été construit à Copán : signe avant-coureur des maux qui devaient affliger la cité au IXe siècle, la déforestation de la région était déjà tellement avancée que les Mayas ne disposaient plus de bois à brûler en quantité suffisante pour réduire le calcaire en plâtre.

### La structure Margarita
En 1991, les archéologues Robert Sharer et David Sedat entreprirent de creuser un nouveau tunnel sous l'acropole. En 1993, ils parvinrent sous le temple 16, à un niveau inférieur à celui du temple Rosalila et découvrirent une structure plus ancienne, qu'ils appelèrent Margarita. La façade stuquée, partiellement conservée, est ornée de têtes d'ara (k'uk en maya) et de quetzal (mo' en maya) entrelacées. De leur bec sort la tête du dieu-soleil K'inich, le tout accompagné du signe yax. Cette iconographie fait incontestablement référence au fondateur de la dynastie copanèque, K'inich Yax K'uk Mo'. On y découvrit une crypte contenant des restes humains couverts de cinabre et accompagnés d'une grande quantité de jade. Contrairement aux attentes des archéologues, il ne s'agissait pas d'un des deux premiers rois de Copan, mais d'une femme d'une cinquantaine d'années. On pense qu'il s'agit de l'épouse de K'inich Yax K'uk Mo'. Sous la structure Margarita se trouvent encore deux structures plus anciennes: Yehnal et enfin Hunal, contemporaine des débuts de la dynastie copanèque. Dans cette plate-forme en talud-tablero, typique de l'architecture de Teotihuacan, avait été aménagée la sépulture d'un individu de sexe masculin. Le squelette présentait de nombreuses traces de violence (dents sautées, fracture du bras droit...). Bien qu'il n'en existe pas de preuve formelle, les découvreurs pensent qu'il s'agit de K'inich Yax K'uk Mo'. L'analyse chimique de ses ossements indique que sa jeunesse ne s'est pas déroulée à Copan, un élément qui vient conforter les inscriptions de Copan, où Yax K'uk Mo' est qualifié d'« étranger ».

### Le musée de sculpture maya
Le « Museo de Escultura Maya » abrite une reproduction grandeur nature de l'édifice Rosalila. On y a également installé les originaux de plusieurs sculptures pour les protéger des intempéries : l'autel Q ainsi que les stèles A, N, P et la structure 2. Des copies ont été installées à leur emplacement d'origine. À long terme, on pourrait en faire de même pour d'autres stèles. 

### Le musée de Copan
On y trouve la « tumba del escribano » (tombe du scribe) et une collection d'artefacts et de silex excentriques.

### Les tunnels
À la recherche des structures les plus anciennes, enterrées par les Mayas sous les bâtiments plus récents, les archéologues ont creusé des tunnels dans la masse de l'acropole. Depuis 1999, deux tunnels sont partiellement accessibles aux visiteurs : le tunnel Rosalila, dans lequel on peut voir une partie de l'édifice du même nom et le tunnel des Jaguars, qui donne accès à la tombe Galindo, du nom de son découvreur. Sous l'acropole, il n'existe pas moins de cinq niveaux de tunnels, jusqu'à une profondeur de plus de 15 mètres sous la cour est.

### Les sépultures
A deux kilomètres à l'ouest du groupe principal se trouve le groupe appelé « les sépultures ». Les archéologues y ont dégagé un bâtiment qui a jeté une lumière nouvelle sur l'histoire de Copan: la structure 9N-82, mieux connue sous le nom de « maison des Bacabs ». Il s'agissait du palais d'un lignage aristocratique, dont au moins deux représentants étaient des scribes. Le dernier, appelé Mac Chanaal, a laissé une inscription à la gloire non seulement du souverain de l'époque, Yax Pasaj, mais aussi célébrant - chose inhabituelle -   ses propres ancêtres. Les archéologues y voient l'indication qu'à la fin du VIIIe siècle, le souverain ne disposait plus d'un pouvoir absolu, mais devait le partager avec l'aristocratie.

### La zone archéologique du pont
Près du village de La Entrada, à quelques kilomètres de Copán, se trouve le second parc archéologique le plus important du Honduras, connu sous le nom de « El Puente » (le pont). Ouvert au public en janvier 1994, il comporte un musée archéologique regroupant les artefacts archéologiques trouvés dans la zone.